# Котеков дворац
Котеков дворац се налази у Футогу, у улици Царице Милице број 2. Спада у споменике културе под заштитом државе. Од 1948. године до данас у згради се налази Средња пољопривредна школа „Др Синиша Станковић”.

## Историјат
Дворац је 1777. године подигао гроф Андраш Хадик, аустријски генерал и председник Дворског ратног савета. У првим деценијама 19. века у део поседа футошког властелинства улази породица Котек, која временом, све до пропасти Аустроугарске монархије остаје власник целог поседа. Аграрном реформом смањен им је подсед. Године 1922. власник постаје гроф Франц фон Шенборн (1870-1942), а за време Другог светског рата гроф Александар Палавичино (1898-1965) када је дворац служио као болница. Од 1947. до данас у згради се налази Средња пољопривредна школа.

## Архитектура
Репрезентативни спратни објекат правоугаоне основе, изграђен је на пространој парцели и дубоко је повучен од уличне регулације. Конципран је по правилима барока, али са изменама у стилу класицизма начињеним у време обнове 1805. године, што се пре свега односи на спољашњи изглед. На главној фасади налази се улаз са приступачним степеништем, а изнад њега је тераса са богато орнаментисаном оградом од кованог гвожђа коју носе четири витка стуба од ливеног гвожђа. Кров је масиван, четвороводни. Уз бочне фасаде су приземни анекси, од којих је онај са десне стране некада служио као породична капела.
Организација простора у ентеријеру изведена је ходником по средини објекта и просторијама у низу. На крају ходника налази се монументално степениште са оградом од кованог гвожђа. На спрату је свечана сала са делимично сачуваном штуко-декорацијом и столаријом у дуборезу.
Са леве стране уз западни анекс прислоњен је партерни објекат са тремом, резбарене дрвене конструкције, који има функцију покривеног пролаза.